# Station Bedford
Bedford is een spoorwegstation in Engeland. 